# Саньков, Иван Гаврилович
Иван Гаврилович Саньков (1912 — 1945) — майор Рабоче-крестьянской Красной Армии, участник Великой Отечественной войны, Герой Советского Союза (1945).

## Биография
Иван Саньков родился 22 июля 1912 года в селе Большие Бутырки (ныне — Мантуровский район Курской области). После окончания начальной школы работал бетонщиком. В 1934 году Саньков был призван на службу в Рабоче-крестьянскую Красную Армию. В 1939 году он окончил курсы младших лейтенантов, в 1942 году — курсы «Выстрел». С того же года — на фронтах Великой Отечественной войны.
К сентябрю 1944 года майор Иван Саньков командовал батальоном 1345-го стрелкового полка 399-й стрелковой дивизии 48-й армии 1-го Белорусского фронта. Отличился во время освобождения Польши. 3 сентября 1944 года батальон Санькова прорвал немецкую оборону в районе населённого пункта Рынек и, преследуя отходящего противника, на следующий день с ходу переправился через Нарев в районе посёлка Острув и захватил плацдарм на его берегу, после чего успешно удержал его до переправы основных сил. 26 января 1945 года Саньков погиб в бою.
Указом Президиума Верховного Совета СССР от 24 марта 1945 года майор Иван Саньков посмертно был удостоен высокого звания Героя Советского Союза. Также был награждён орденом Ленина, двумя орденами Красного Знамени, орденами Александра Невского, Отечественной войны 1-й степени и Красной Звезды, рядом медалей.